# Gare de Louveciennes
Gare de Louveciennes vasútállomás Franciaországban, Louveciennes településen.

## Vasútvonalak
Az állomást az alábbi vasútvonalak érintik:
- Saint-Cloud-Saint-Nom-la-Bretèche - Forêt-de-Marly-vasútvonal
- Transilien line L

## Kapcsolódó állomások
A vasútállomáshoz az alábbi állomások vannak a legközelebb:
- Gare de Marly-le-Roi (Gare de Saint-Nom-la-Bretèche - Forêt de Marly, Transilien line L)
- Gare de Bougival (Paris Gare Saint-Lazare, Transilien line L)